# Nausinoe ejectata
Nausinoe ejectata là một loài bướm đêm trong họ Crambidae.